# Országos Magyar Bányászati és Kohászati Egyesület

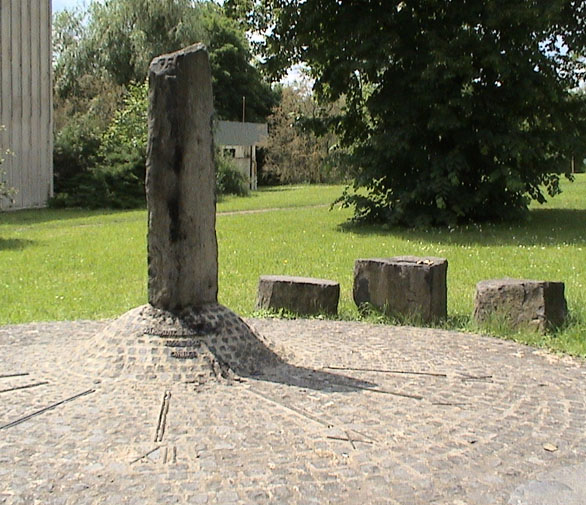
OMBKE emlékoszlop a Miskolci Egyetemen. Felirat a lábazaton: „Társaink emlékére, 1892–1992, OMBKE”

Az Országos Magyar Bányászati és Kohászati Egyesület (OMBKE) a hazai bánya- és kohómérnökök szakmai szervezete, az MTESZ (Műszaki és Természettudományi Egyesületek Szövetsége) tagja. Kiadja a Bányászati Lapok, a Kohászati Lapok és a Kőolaj és Földgáz című szakmai folyóiratokat. Az egyesület öt szakosztályban és az egyetemi osztályban végzi szakmai munkáját.

## Története
Az OMBKE múltja Selmecbányáig nyúlik vissza. Selmecbányán 1735-ben létesült a Bergschule, a későbbi Bergakademie, a Habsburg Birodalom számára szakembereket képző bányászati-kohászati akadémia. Az 1868-as alapítású  Bányászati és Kohászati Lapok című szakfolyóirat lapjain többen (Kerpely Antal, Borbély Lajos, Farbaky István) szorgalmazták önálló szakmai egyesület alakítását. Erre az 1885-ben megrendezett országos bányászati, kohászati és földtani kiállításon – bár tárgyaltak róla – még nem került sor, de Selmecen már működött a tanárok és a diákok által alapított Selmeci Magyar Olvasó Társaság, 1887-től Bányászati és Kohászati Irodalompártoló Egyesület. Végül 1892-ben – a Bányászati és Erdészeti Akadémiai új épületének felavatásakor – megszületett az országos Magyar Bányászati és Kohászati Egyesület, gyakorlatilag az Irodalompártoló Egyesületből. Első elnöke Teleki Géza gróf, ügyvezető alelnöke Sóltz Vilmos, titkára Cséti Ottó volt. Az alapítás idején az egyesület taglétszáma 582 volt. 1894-ben Péch Antal javaslatára bevezették a Jó szerencsét! köszöntést, amit máig használnak a bányászok és a kohászok.

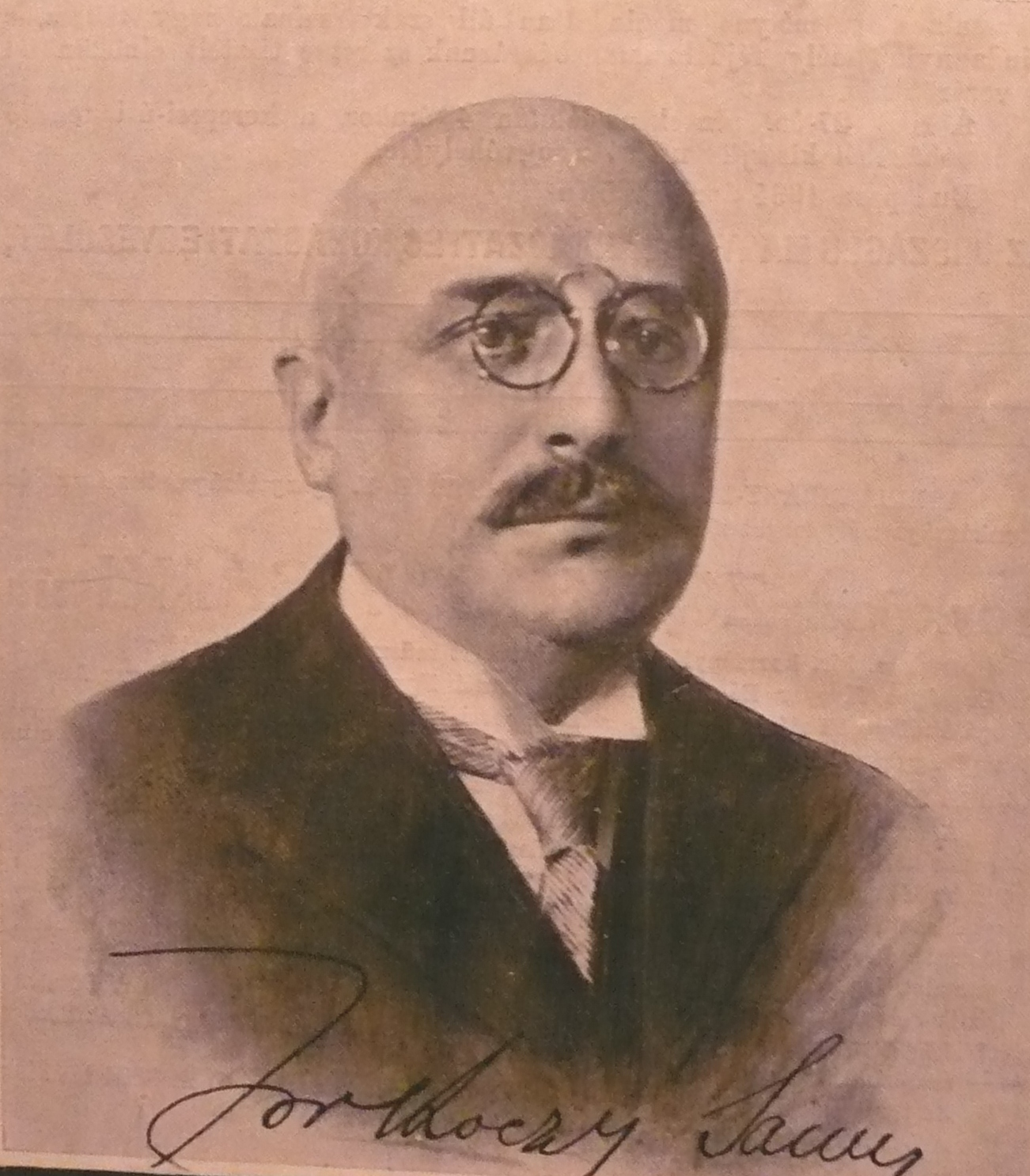
Zorkóczy Samu, az Egyesület tiszteletbeli és háromszor megválasztott elnöke

Az egyesület 1896-ban rendezte első nagy kongresszusát (Országos Bányászati és Geológus Kongresszus), ahol egyben határoztak arról is, hogy az egyesület átteszi a székhelyét Budapestre, ami végül 1903-ban valósult meg. Először a Zöldfa (ma Veres Pálné) u. 3-ban helyezkedtek el, majd 1909-től a Kecskeméti u. 14-ben és a Lónyai u. 41-ben működtek. 1951-től még három másik hely volt az otthonuk, 1990-ben költöztek a Fő u. 68. szám alatti épületbe, a Műszaki és Természettudományi Egyesületek Szövetsége székházába. 2002-től ismét új székhelyre, a Belvárosba, az Október 6. utca 7. számú épületbe költöznek.
Az egyesület legfontosabb feladatának az országos hálózat kiépítését, az egyesület szakmai súlyának növelését tartotta, 1903-ra már 12 vidéki osztály működött. Kiadták a Bányászati és Kohászati Lapot, és szakmai javaslatokat terjesztettek a kormányzat felé.
Az első világháború után kialakult helyzet az egyesületre is negatívan hatott, hosszú ideig tartott az egyesületi munka felívelése. A második világháborút követő nehéz évek után 1948-ban az egyesület a Műszaki és Természettudományi Egyesületek Szövetségéhez (MTESZ)  csatlakozott. Ezt követően fokozatosan öt szakosztály alakult meg. Az új törekvések jegyében növelték a szakmai rendezvények számát, külföldi szakmai tanulmányutakat szerveztek. Szakmai folyóiratuk 1951-ben kettévált: Bányászai Lapokra és Kohászati Lapokra, 1968-ban pedig új folyóirat indult, a Kőolaj és Földgáz. Ez utóbbi, 2016-tól egybeszerkesztetten jelenik meg, mint Bányászat Kőolaj és Földgáz.

## Az egyesület elnökei
- gróf Teleki Géza (1892. június–1913. szeptember)
- Farbaky István (1913. szeptember–1917. október, ügyvezető alelnök)
- Lázár Zoltán (1917.október –december)
- Zsigmondy Árpád (1918. április–1921. szeptember 18.)
- Gálócsy Árpád titkárként (1921. szeptember 18.–1924. szeptember 21.)
- Zorkóczy Samu (1924. szeptember 21.–1934.október 28.)
- Róth Flóris (1934. október 28.–1940. december 8.)
- dr. Quirin Leó (1940. december 8.–1943. október 17.)
- Mazalán Pál (1943. október 17.–1945. február, kivéve 1944. január–március)
- Faller Jenő (1945. május 6.–1945. december 14.)
- dr. Papp Simon (1945. december 14.–1948. november 7.)
- dr. Osztrovszky György (1948. november 7.–1952. február)
- Czottner Sándor (1952. február–1954. december 5.)
- Szele Mihály (1954. december 5.–1960. január 23.)
- dr. Lévárdi Ferenc (1960. január 23.–1966. április 15.)
- dr. Gyulay Zoltán (1966. április 15.–1972. április 22.)
- dr. Dobos György (1972. április 22.–1976. március 12.)
- Kreffly Gábor (1976.március 12.–1981. június 12.)
- Soltész István (1981. június 12.–1990. szeptember 22.)
- dr. Tóth István (1990. szeptember 22.–?)
- dr. Fazekas János (1994. szeptember 24.–1997. szeptember 22.)
- dr. Tardy Pál (1997. szeptember 22.–2000. október 7.)
- dr. Tolnay Lajos (2000. október 7.–2010. szeptember 10.)
- dr. Nagy Lajos (2010. szeptember 10.-2018. május 26.)
- dr. Hatala Pál (2018. május 26.– )

## Az Egyesület által alapított emlékérmek
- 1926-ban alapították a Wahlner Aladár-, 1936-ban a Zorkóczy Samu-, 1950-ben a Mikoviny Sámuel-, 1963-ban a Péch Antal-, 1967-ben pedig a Kerpely Antal-, a Sóltz Vilmos- és a Zsigmondy Vilmos-emlékérmeket.